# Каменец-Зомбковицки (гмина)
Каменец-Зомбковицки (пол. Kamieniec Ząbkowicki) — городско-сельская гмина (волость) в Польше, входит как административная единица в Зомбковицкий повет, Нижнесилезское воеводство. Население 8828 человек (на 2004 год). Административный центр — город Каменец-Зомбковицки.

## Демография
| Перепись                       | Всего   | Всего | Женщины | Женщины | Мужчины | Мужчины |
| ------------------------------ | ------- | ----- | ------- | ------- | ------- | ------- |
| Единицы                        | человек | %     | человек | %       | человек | %       |
| Население                      | 8828    | 100   | 4542    | 51,4    | 4286    | 48,6    |
| Плотность населения (чел./км²) | 91,7    | 91,7  | 47,2    | 47,2    | 44,5    | 44,5    |

## Сельские округа
1. Бычень
2. Халупки
3. Добошовице
4. Мрокоцин
5. Ожары
6. Помянув-Гурны
7. Славенцин
8. Соснова
9. Старчув
10. Сушка
11. Сьрем
12. Тополя

## Соседние гмины
1. Гмина Бардо
2. Гмина Пачкув
3. Гмина Зомбковице-Слёнске
4. Гмина Зембице
5. Гмина Злоты-Сток